# Article 11 de la Charte canadienne des droits et libertés
L'article 11 de la Charte canadienne des droits et libertés est l'article de la Charte des droits de la Constitution du Canada qui protège les droits juridiques de l'individu lors des procès. Ceci inclut à la fois les infractions criminelles et les infractions règlementaires puisqu'il accorde des droits à tous ceux accusés d'infractions publiques par l'État. Il y a neuf droits énumérés à l'article 11.

## Être informé de l'infraction
L'alinéa 11(a) dispose que :

« 11. Tout inculpé a le droit :
a) d'être informé sans délai anormal de l'infraction précise qu'on lui reproche ; »

— Article 11 de la Charte canadienne des droits et libertés
Le droit d'une personne accusée d'une infraction d'être informée de l'infraction en question prend ses origines de l'article 510 du Code criminel ainsi que de la tradition juridique. Certains tribunaux ont utilisé l'article 510 pour aider à l'interprétation de l'alinéa 11(a) et ont conclu que ce droit permet à ce qu'un individu soit « raisonnablement informé » de l'accusation.
Dans R. c. Delaronde (1997), la Cour suprême du Canada a jugé que l'alinéa 11(a) vise non seulement à garantir un procès équitable, mais également à servir de droit économique. Une personne doit être informée de façon rapide des accusations qui pèsent contre elle car elle aura ensuite à s'occuper de sa carrière et de sa vie de famille à la lumière des accusations. Ainsi, ceux qui souffrent financièrement à cause d'un délai d'être informé des accusations peuvent recevoir des réparations pour violation de leurs droits en vertu de l'article 24 de la Charte.

## Être jugé dans un délai raisonnable
L'alinéa 11(b) dispose que :

« 11. Tout inculpé a le droit :
b) d'être jugé dans un délai raisonnable ; »

— Article 11 de la Charte canadienne des droits et libertés
L'alinéa 11(b) peut être interprété comme le droit à un procès rapide. Le critère selon lequel la Cour détermine si oui ou non il y a eu violation des droits d'un accusé sous cette disposition ont été établis dans l'arrêt R. c. Askov (1990). Plus tard, dans R. c. Finta (1994), la Cour suprême a précisé que la période de « délai déraisonnable » commence lorsque l'accusation est portée. Cette précision est venue en réponse à une affaire où des accusations avaient été portées 45 ans après le crime en question, ce qui était présenté comme un délai déraisonnable. La raisonnabilité dépend en partie de la quantité de travail d'enquête nécessaire. Finalement, la Cour suprême du Canada a établi en 2016, dans l'arrêt Jordan, ce qu'était un délai raisonnable.

## Ne pas être contraint de témoigner
L'alinéa 11(c) dispose que :

« 11. Tout inculpé a le droit :
c) de ne pas être contraint de témoigner contre lui-même dans toute poursuite intentée contre lui pour l'infraction qu'on lui reproche ; »

— Article 11 de la Charte canadienne des droits et libertés
Cette disposition garantit un droit contre l'incrimination de soi-même. Une protection supplémentaire contre l'incrimination de soi-même se trouve à l'article 13 de la Charte.

## Être présumé innocent
L'alinéa 11(d) dispose que :

« 11. Tout inculpé a le droit :
d) d'être présumé innocent tant qu'il n'est pas déclaré coupable, conformément à la loi, par un tribunal indépendant et impartial à l'issue d'un procès public et équitable ; »

— Article 11 de la Charte canadienne des droits et libertés
Ce droit a généré une certaine jurisprudence, les tribunaux ayant invalidé certains articles renversant le fardeau de la preuve pour cause de violation de la présomption d'innocence. Le premier cas de ce type fut l'affaire R. c. Oakes (1986) relativement à la Loi sur les stupéfiants. C'est aussi lors de cette décision que la Cour a développé le principal test pour évaluer la restriction des droits en vertu de l'article 1 de la Charte. La Cour a jugé qu'une clause de renversement de la charge n'était pas rationnelle dans la lutte contre le trafic des stupéfiants puisqu'on ne peut présumer qu'une personne ayant des stupéfiants en sa possession a l'intention d'en faire le trafic. Dans R. c. Stone, la question de l'automatisme fut examinée ; la Cour a jugé que, bien que le renversement de la charge à l'accusé était une violation de l'article 11, elle se justifiait par l'article 1 parce que le droit criminel présume des actions volontaires.
La mention d'un procès équitable garantit le droit à une « défense pleine et entière », un droit également fondé sur l'article 7 de la Charte (la justice fondamentale). Ceci a mené à une série de décisions controversées concernant la loi sur la protection des victimes de viol, à commencer par R. c. Seaboyer (1991) pour terminer avec R. c. Mills (1999).
La mention du tribunal indépendant et impartial est interprétée de façon à accorder une certaine mesure d'indépendance judiciaire aux cours inférieures spécialisées en droit criminel, l'indépendance judiciaire étant un droit préalablement détenu uniquement par les cours supérieures en vertu de la Loi constitutionnelle de 1867. Dans l'arrêt Valente c. La Reine (1985), il fut jugé que l'indépendance judiciaire sous l'article 11 était limitée. Bien qu'elle inclut la sécurité financière, la sécurité d'emploi et une certaine indépendance administrative, la Cour a jugé que les normes dont jouissent les juges des cours supérieures sont trop élevées pour bien des tribunaux liés par l'alinéa 11(d). Dans le Renvoi relatif aux juges provinciaux (1997) les attentes quant à l'indépendance judiciaire furent relevées, en faisant référence au préambule de la Loi constitutionnelle de 1867 qui, selon les juges, sous-entendait que l'indépendance judiciaire était une valeur constitutionnelle non-écrite s'appliquant à tous les juges au Canada. L'exigence d'un tribunal indépendant et impartial s'applique également aux jurys. L'expert constitutionnel Peter Hogg écrit que la sélection des jurés selon le code criminel créerait sans doute un tribunal indépendant. Toutefois, il fait valoir R. c. Bain (1992), lors duquel l'impartialité du jury fut remis en doute, puisque la couronne avait eu un plus grand rôle dans la sélection.

## Ne pas être privé d'une mise en liberté raisonnable
L'alinéa 11(e) dispose que :

« 11. Tout inculpé a le droit :
e) de ne pas être privé sans juste cause d'une mise en liberté assortie d'un cautionnement raisonnable ; »

— Article 11 de la Charte canadienne des droits et libertés
Le droit d'être libéré sous caution fut examiné dans R. c. Morales (1992) lorsqu'une personne à qui on avait refusé la libération sous caution en vertu de l'article 515 du code criminel, qui permet la détention si elle est « nécessaire dans l'intérêt public ou pour la protection ou la sécurité du public, eu égard aux circonstances, y compris toute probabilité marquée que le prévenu, s'il est mis en liberté, commettra une infraction criminelle ou nuira à l'administration de la justice » Le juge en chef Lamer, écrivant pour la majorité de la Cour suprême, a jugé que la mention de « l'intérêt public » violait le droit de l'accusé à ne pas être privé d'une mise en liberté raisonnable sous l'alinéa 11(e) de la Charte, et que de plus elle n'était pas justifiable en vertu de l'article 1. Il a ordonné que les mots « dans l'intérêt public » soient déclarés inopérants et invalides après avoir examiné les mots et les avoir trouvés vagues et imprécis ; ils ne pouvaient donc pas servir à encadrer un débat juridique servant à produire une règle structurée.

## Procès avec jury
L'alinéa 11(f) dispose que :

« 11. Tout inculpé a le droit :
f) sauf s'il s'agit d'une infraction relevant de la justice militaire, de bénéficier d'un procès avec jury lorsque la peine maximale prévue pour l'infraction dont il est accusé est un emprisonnement de cinq ans ou une peine plus grave ; »

— Article 11 de la Charte canadienne des droits et libertés
Le droit à un procès avec jury est garanti par l'alinéa 11(f). La Cour suprême a examiné ce droit dans R. c. Pan ; R. c. Sawyer (2001), qui remettait en question la constitutionnalité de l'article 649 du code criminel ; cet article interdisait le dépôt d'éléments de preuve relatifs aux délibérations d'un jury. La Cour suprême a jugé que l'érosion du secret des délibérations du jury aurait un impact négatif sur la capacité du jury de juger dans une affaire et affecterait le droit à un procès avec jury sous l'alinéa 11(f) de la Charte. Selon les principes de la justice fondamentale, un jury doit être impartial.

## Ne pas être déclaré coupable à moins d'une infraction
L'alinéa 11(g) dispose que :

« 11. Tout inculpé a le droit :
g) de ne pas être déclaré coupable en raison d'une action ou d'une omission qui, au moment où elle est survenue, ne constituait pas une infraction d'après le droit interne du Canada ou le droit international et n'avait pas de caractère criminel d'après les principes généraux de droit reconnus par l'ensemble des nations ; »

— Article 11 de la Charte canadienne des droits et libertés
Ce droit interdit les lois rétroactives. Cela signifie qu'afin qu'une action ou omission soit considérée comme un crime, elle devait être déjà criminalisée avant qu'elle soit commise. Néanmoins, en 1991 la Cour suprême a jugé dans l'affaire R. c. Furtney que l'alinéa 11(g) n'exige pas que toute personne soit au courant de ce qui constitue un acte criminel ou non. Le droit international est reconnu par l'alinéa 11(g), et la Cour a reconnu que le gouvernement fédéral n'est pas obligé de s'assurer que tous les Canadiens connaissent le droit international.

## Ne pas être jugé de nouveau
L'alinéa 11(h) dispose que :

« 11. Tout inculpé a le droit :
h) d'une part de ne pas être jugé de nouveau pour une infraction dont il a été définitivement acquitté, d'autre part de ne pas être jugé ni puni de nouveau pour une infraction dont il a été définitivement déclaré coupable et puni ; »

— Article 11 de la Charte canadienne des droits et libertés
Cet alinéa interdit le double péril. Cependant, cela ne s'applique souvent que lorsque le procès s'est terminé ; contrairement aux États-Unis d'Amérique, la loi canadienne permet à la poursuite d'en appeler d'un acquittement. Si l'acquittement est renversé, le nouveau procès n'est pas considéré comme constituant le double péril puisque le premier procès et son jugement sont annulés.
Des normes pour l'alinéa 11(h) furent établis dans l'arrêt R. c. Wigglesworth (1987). La Cour a noté que l'alinéa 11(h) ne s'applique qu'aux affaires criminelles ; ainsi, les deux accusations doivent être de nature criminelle afin d'invoquer la défense du double péril. La Cour a alors proposé un test en deux étapes afin de déterminer si la première procédure était une affaire criminelle et relève de l'alinéa 11(h). Premièrement, on doit déterminer si l'affaire est « de nature publique et vise à promouvoir l'ordre et le bien‑être publics dans une sphère d'activité publique » Deuxièmement, on doit déterminer si l'affaire « comporte l'imposition de véritables conséquences pénales. »
Un cas de double péril fut examiné par la Cour suprême dans l'affaire Canada c. Schmidt ; on affirmait que l'extradition pour faire face à une accusation de vol d'enfants par un État américain serait une violation de l'alinéa 11(h) puisque l'accusé avait déjà été acquitté de l'accusation fédérale d'enlèvement, qu'on affirmait semblable. (Même si ces accusations sont considérées comme similaires, cela ne violerait pas la clause de double péril au Cinquième amendement de la Constitution des États-Unis, puisque les États ne sont pas liés par cet amendement). Le juge La Forest écrivit pour la majorité : « je ne crois pas que nous puissions imposer à d'autres pays nos normes constitutionnelles. » La majorité a jugé que l'accusation serait conforme aux « procédures traditionnelles » de l'Ohio. Enfin, la Cour a écrit : « Il est intéressant que, comme nous l'avons déjà vu, la Cour suprême des États‑Unis ait souvent conclu que des poursuites successives au niveau fédéral et au niveau de l'État, ne contreviennent pas automatiquement à la clause relative au caractère équitable des procédures, clause dont l'esprit et la teneur ressemblent à certains égards à l'art. 7 de la Charte. Les tribunaux agiraient cependant pour empêcher toute conduite oppressive. »

## Bénéficier de la peine la moins sévère
L'alinéa 11(i) dispose que :

« 11. Tout inculpé a le droit :
i) de bénéficier de la peine la moins sévère, lorsque la peine qui sanctionne l'infraction dont il est déclaré coupable est modifiée entre le moment de la perpétration de l'infraction et celui de la sentence. »

— Article 11 de la Charte canadienne des droits et libertés
Ce droit garantit que si un individu commet un crime dont la peine est devenue plus ou moins lourde entre le moment de l'action et le moment où le juge donne la sentence, l'individu doit recevoir la peine la moins sévère des deux. Dans certains cas, la Cour d'appel de l'Ontario et la Cour d'appel de l'Alberta ont jugé que l'alinéa 11(i) ne s'applique qu'aux sentences prononcées par le juge de première instance. Si le cas est porté en appel et qu'entretemps la peine devient moins sévère, un accusé n'a pas le droit de bénéficier de la peine moins sévère dans les cours d'appel.